# Флаг муниципального округа Зябликово

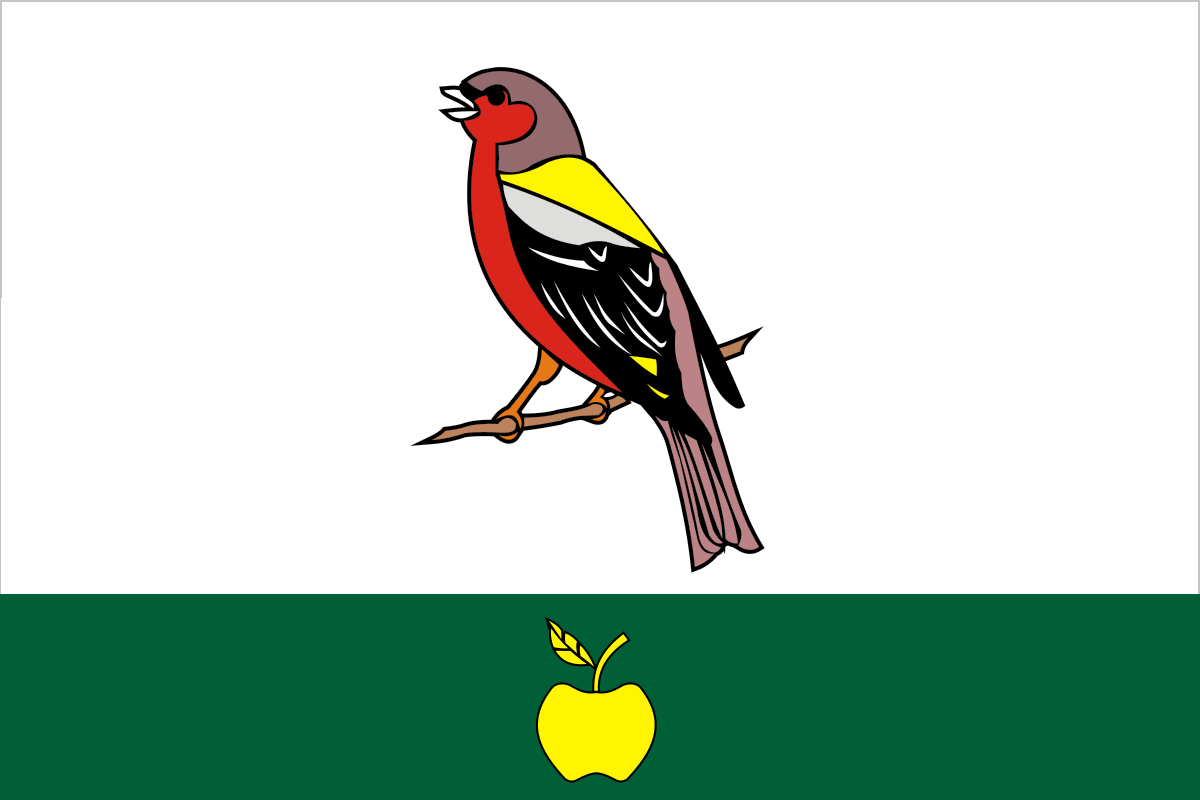
версия флага 2004 года

Флаг муниципального образования Зя́бликово в Южном административном округе города Москвы Российской Федерации — опознавательно-правовой знак, служащий официальным символом муниципального образования.
Первоначально дынный флаг был утверждён 8 июля 2004 года как флаг муниципального образования Зябликово.
Законом города Москвы от 11 апреля 2012 года № 11, муниципальное образование Зябликово было преобразовано в муниципальный округ Зябликово.
Решением Совета депутатов муниципального округа Зябликово от 12 декабря 2018 года флаг муниципального образования Зябликово был утверждён флагом муниципального округа Зябликово.

## Описание
Описание флага, утверждённое 8 июля 2004 года, гласило:
«Флаг муниципального образования Зябликово представляет собой двустороннее, прямоугольное полотнище с соотношением сторон 2:3.
Полотнище флага состоит из двух горизонтальных полос: верхней белой и зелёной. Ширина белой полосы составляет 3/4 ширины полотнища.
В центре белой полосы помещено изображение поющего зяблика на ветке натуральных цветов. Габаритные размеры изображения составляют 5/24 длины и 5/8 ширины полотнища.
В центре зелёной полосы помещено изображение жёлтого яблока с жёлтым листом. Габаритные размеры изображения составляют 1/10 длины и 1/5 ширины полотнища».
Описание флага, утверждённое 12 декабря 2018 года, гласит:
«Прямоугольное двухстороннее полотнище с отношением ширины к длине 2:3, воспроизводящее фигуры из герба муниципального округа Зябликово, выполненные голубым, пурпурным, чёрным, зелёным, белым и жёлтым цветом».
Геральдическое описание герба муниципального округа Зябликово гласит:
«В серебряном поле над зелёной оконечностью, обременённой золотым яблоком с листком — пурпурный зяблик с лазоревой головой (при этом с пурпурными бровями, щеками и горлом) и плечами и с чёрными глазами, открытым клювом, лапами, крыльями (имеющими две выгнутые к концу крыльев серебряные полосы, верхняя из которых пролегает вплотную к лазури на плече) и хвостом, сидящий на зелёной части ветви (без листьев) в перевязь».

## Обоснование символики
Зяблик является гласным символом названия муниципального округа Зябликово, сохранившегося с XVII века, когда на этой территории находилась лишь небольшая деревушка.
Зяблик — символ свободы, духовных исканий, галантности и плодовитости.
Зелёная оконечность аллегорически символизирует заливные луга и богатые сенокосные угодья, занимавшие большую часть здешних земель в XVIII веке. По одной из версий название Зябликово произошло от слова «зябля» — на рязанском диалекте так обозначали «пологую лощину, где скапливается и застаивается вода».
Жёлтое яблоко символизирует находившийся в этой местности в XVII—XVIII веках государев сад, где росли преимущественно яблони.
Примененные во флаге цвета символизируют:
голубой цвет (лазурь) — символ чести, красоты, благородства, духовности и чистого неба;
пурпурный цвет — символ достоинства, древнего происхождения, могущества, власти;
зелёный цвет — символ жизни, молодости, природы, роста, здоровья;
чёрный цвет — символ плодородия, мудрости, скромности, вечности бытия;
белый цвет (серебро) — символ чистоты, невинности, верности, надежности и доброты;
жёлтый цвет (золото) — символ высшей ценности, солнечной энергии, богатства, силы, устойчивости и процветания.